# Eduardo Palanca

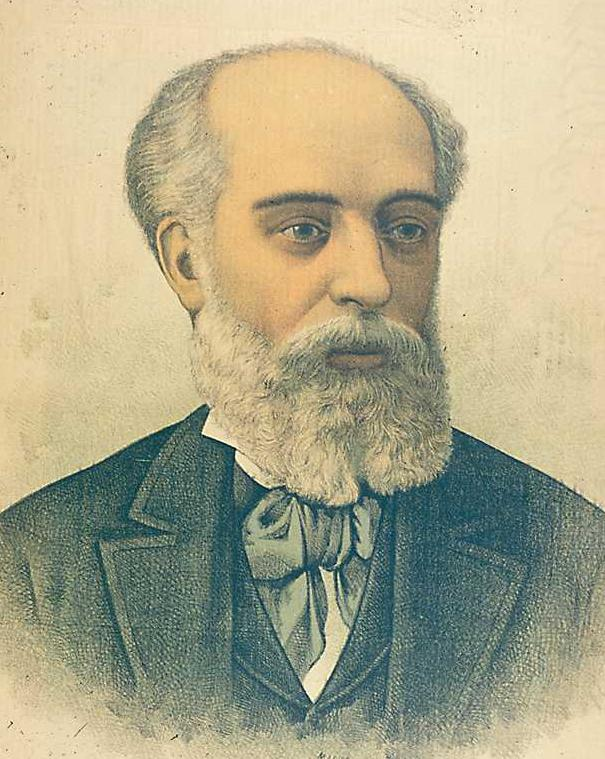
Eduardo Palanca (1892), litografía de Antonio Macipe Samper

Eduardo Palanca Asensi  (Valencia, 1837-Málaga, 28 de noviembre de 1900) fue un jurista y político republicano español.   

## Biografía
Su padre fue un profesor de medicina, en la Universidad de Valencia. Palanca se licenció en derecho en la Universidad de Granada. Tras licenciarse, ejerció la abogacía en Málaga y se dio a conocer en la ciudad por su ideología liberal. Afiliado al Partido Demócratico desde 1860, fue el jefe del partido en Málaga y tuvo un papel destacado en la Revolución de 1868. Fue miembro de la Junta Revolucionaria de Málaga, que se constituyó el 21 de septiembre, al grito de "¡Abajo los Borbones!" Republicano convencido, tomó parte en las Cortes Constituyentes de 1869.
Entre julio y septiembre de 1873 fue ministro de Ultramar en la Primera República Española, durante la presidencia de Nicolás Salmerón. Dentro de la revolución cantonal producida durante la Primera República el 21 de julio de 1873 se produjo la declaración del cantón de Málaga. Dentro del caos político que caracterizó la Primera República y la práctica totalidad del siglo XIX, se dio la circunstancia de que el líder del movimiento cantonal malagueño fue el gobernador de Málaga, Francisco Solier, republicano moderado y persona vinculado al ministro Palanca. Palanca y Solier impidieron la entrada de las tropas del Ejército de Andalucía de Pavía, mandado por Salmerón para acabar con la rebelión cantonal restablecer el orden. Tras la dimisión de Salmerón en septiembre de 1873 y la proclamación de Castelar como cuarto Presidente de la República cesó la oposición de Palanca y Solier a la intervención militar de Pavía en Málaga. Tras la caída de Castelar propuso su candidatura a presidir la ingobernable Primera República que terminó con el pronunciamiento de Sagunto de 29 de diciembre de 1874. En 1876 suscribió la fundación del Partido Republicano Progresista junto a Salmerón y Ruiz Zorrilla. Tras la escisión de los salmeronistas ante el carácter insurrecto de Ruiz Zorrilla lideró en 1890 en Málaga el Partido Republicano Centralista fundado por Salmerón.